# 山越紀子
山越 紀子（やまこし のりこ、1969年11月25日 - ）は、フリーアナウンサー。ファイナンシャル・プランナー（AFP）資格をかつては保持していたが、現在は失効しており、日本FP協会ホームページからはAFP資格保持者として検索できない。

## 人物
東京都出身。カリフォルニア大学サンタバーバラ校コミュニケーション学部卒業。セント・フォースを経て、ニューロボティックス所属。

## 過去出演した番組他
- スーパーJチャンネル （テレビ朝日）